# 長谷部恕連

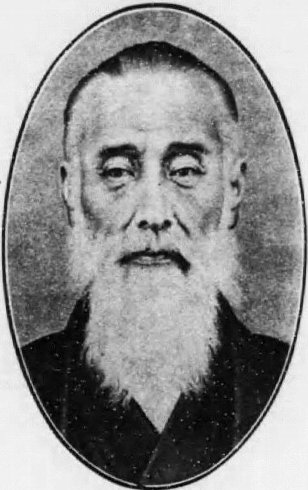
長谷部恕連

長谷部 恕連（はせべ よしつら、1818年3月10日〈文化15年2月4日〉 - 1873年〈明治6年〉11月17日）は、幕末の福井藩士、明治初期の政治家。笠松県知事、岐阜県令。旧姓・加賀。幼名・貞吉。通称・吉之助、甚平。号・南村、菊陰。

## 経歴
越前国足羽郡福井（現福井県福井市）で、福井藩士・加賀成守の三男として生まれ、長谷部宜連の養子となる。天保4年（1833年）家督200石を相続。
嘉永元年（1848年）目付役、嘉永3年には藩財政と民政を担当する御奉行（いわゆる勘定奉行）となり、寺社町奉行などを勤めた。財政に詳しく、横井小楠の影響を受け開国を唱えた。文久3年（1863年）7月の福井藩の挙藩上洛計画に中心的に関わり、計画が頓挫した翌月には「近来別而我意ニ募り、自己之取斗等も有之」との理由で隠居・蟄居を命じられた。
明治維新後、慶応4年5月19日（1868年7月8日）、笠松県知事に登用された。同年6月28日（8月16日）、知事を辞したが、 同年8月20日（9月20日）に権知事に就任し、明治3年10月9日（1870年11月2日）、知事に昇格。明治4年11月22日（1872年1月2日）、笠松県が岐阜県に統合され、初代の岐阜県令に就任した。県内の行政区画の設置、取締局（警察）の設置、県庁の笠松から岐阜への移転、小学校などの設立、全国に先駆けて遊郭の廃止を行うなど、県政の基礎作りに尽力。1873年11月、在任中に死去した。

## 逸話
- 岐阜県民から親しみを込めて「あごひげ県令」と呼ばれていた[4]。

## 親族
- 長男:長谷部辰連（官僚・政治家）その長男に長谷部鋭吉。
- 二男:長谷部仲彦（化学者、御園白粉開発者）その長男に長谷部言人。
- 四女:コシジ（調所恒徳の妻）[5]